# Rune Sjödén
John Rune Sjödén, född 26 september 1922 i Falun, död där 22 maj 2015, var en svensk redaktör.
Sjödén, som var son till grosshandlaren Per Erik Sjödén och Alva Westerström, blev filosofie kandidat 1949 och var anställd som chef för sektionen för lyssnarundersökningar vid  Radiotjänst, senare Sveriges Radio.